# Francia Egyenlítői-Afrika
Francia Egyenlítői Afrika (Afrique Équatoriale Française, AEF) a közép-afrikai francia gyarmatok szövetsége volt 1910-től, a Kongó folyótól északra a Szaharáig.
A föderáció négy területből állt: Gabon, Közép Kongó (a mai Kongói Köztársaság), Oubangui-Chari (vagy Ubangi-Shari, a mai Közép-afrikai Köztársaság) és Csád (bár a legutóbbit csak 1920-ban nyert önálló státuszt a szövetségen belül). A főkormányzó székhelye Brazzaville volt, és minden területen volt egy helyettese.
A második világháború idején (1940 augusztusában) a szövetség a szabad francia hadsereghez csatlakozott, és afrikai tevékenységének központjává vált. 
A negyedik francia köztársaság (1946-1958) idején a föderációnak képviselete volt a francia parlamentben. 1958 szeptemberében a területek népszavazáson döntöttek az autonómiáról a Francia Nemzetközösségen belül. A föderáció feloszlott. 1959-ben az új köztársaságok átmenetileg szövetségre léptek Közép-afrikai Köztársaságok Uniója néven. 1960 augusztusában teljes függetlenségre léptek.